# SN 1994C
SN 1994C – supernowa typu Ia odkryta 5 marca 1994 roku w galaktyce M+08-15-23. W momencie odkrycia miała maksymalną jasność 17,50m.